# Xankəndi
Xankəndi (azerbajdžansko Xankəndi, armensko Ստեփանակերտ (Stepanakert)) je mesto v Azerbajdžanu. Od leta 1991 do leta 2023 je bilo glavno mesto samooklicane Republike Arcah. Nadzor nad območjem je bil vzrok spora med Azerbajdžanom in Armenijo, vključno z vojno, ki je sledila po razpadu Sovjetske zveze. Stepanakert je bil pod armenskim nadzorom in večina azerbajdžanskega prebivalstva je bila razseljenega vzhodno od njega.
Mesto ima po popisu iz leta 2004 56.600 prebivalcev.

## Zgodovina
Mesto Xankəndi je bilo ustanovljeno leta 1917 po oktobrski revoluciji. Leta 1923 je bilo preimenovano v Stepanakert, v čast Stepanu Šaumjanu, armenskemu komunističnemu borcu iz Bakuja, ki je umrl leta 1918 v državljanski vojni. Leta 1988 razglasi regionalni parlament pokrajine priključitev Gorskega Karabaha Armeniji. Po razglasitvi neodvisnosti Azerbajdžana od Sovjetske zveze je bilo zopet preimenovano v Xankəndi, v sklopu azerifikacije avtonomne oblasti Gorski Karabah (Nagorno-Karabah) z večinskim armenskim prebivalstvom (ok. 77 %). Izbruhnili so spopadi, ki so vodili v armensko kontrolo nad območjem, ki se je z Armenijo povezalo preko ozkega koridorja na zahodu pokrajine. Neuradno premirje velja od leta 1994.

## Gospodarstvo
Pred izbruhom vojne je gospodarstvo Xankəndi večinoma temeljilo živilski industriji, predelavi svile in vinarstvu. Gospodarstvo je bilo po vojni močno oslabljeno.